# Lars-Erik Gustafsson
För personer med liknande namn, se Lars Erik Gustavsson.
Lars-Erik Gustafsson, född 17 augusti 1938 i Visby, död 26 december 2014 i Älvsjö, var en svensk hinderlöpare. Han delade det svenska rekordet på 3 000 meter hinder åren 1964 till 1968 med Bengt Persson. Vid OS i Tokyo 1964 kom han åtta i hinderfinalen. Han tävlade för Mälarhöjdens IK.